# Herpestomus
Herpestomus is een geslacht van gewone sluipwespen (Ichneumonidae). De wetenschappelijke naam werd gepubliceerd door Constantin Wesmael in 1845.

## Soorten
- Herpestomus albomaculatus
- Herpestomus arridens
- Herpestomus brunnicans
- Herpestomus cordiger
- Herpestomus crassicornis
- Herpestomus dichrous
- Herpestomus henrytownesi
- Herpestomus impressus
- Herpestomus jugicola
- Herpestomus laevifrons
- Herpestomus maya
- Herpestomus minimus
- Herpestomus nasutus
- Herpestomus nitidus
- Herpestomus pupivorus
- Herpestomus schwarzi
- Herpestomus sierramorenator
- Herpestomus wesmaeli